# شهرستان پند اورایل (واشینگتن)
شهرستان پند اورایل شهرستانی در ایالت واشینگتن می‌باشد که در شمال شرقی واقع شده است. در سر شماری سال ۲۰۱۰ جمعیت این شهرستان ۱۳٫۰۰۱ نفر بوده است.بزرگترین شهرستان نیوپورت می‌باشد.و در ۱ مارس ۱۹۱۱ این شهرستان بنیان گداری شده است.